# Крівобара
Крівобара (рум. Crivobara) — село у повіті Тіміш в Румунії. Входить до складу комуни Секаш.
Село розташоване на відстані 373 км на північний захід від Бухареста, 48 км на схід від Тімішоари.

## Населення
За даними перепису населення 2002 року у селі проживала 81 особа, з них 80 осіб (98,8%) румунів. Усі жителі села рідною мовою назвали румунську.